# Bucsa
Bucsa – wieś i gmina w południowo-wschodniej części Węgier, w pobliżu miasta Szeghalom.

## Położenie
Miejscowość leży na obszarze tzw. Kraju Zacisańskiego (węg. Tiszántúl), będącego częścią Wielkiej Niziny Węgierskiej. Administracyjnie należy do powiatu Szeghalom, wchodzącego w skład komitatu Békés i jest jedną z jego 9 gmin.